# Humboldtstraße 33 (Mönchengladbach)

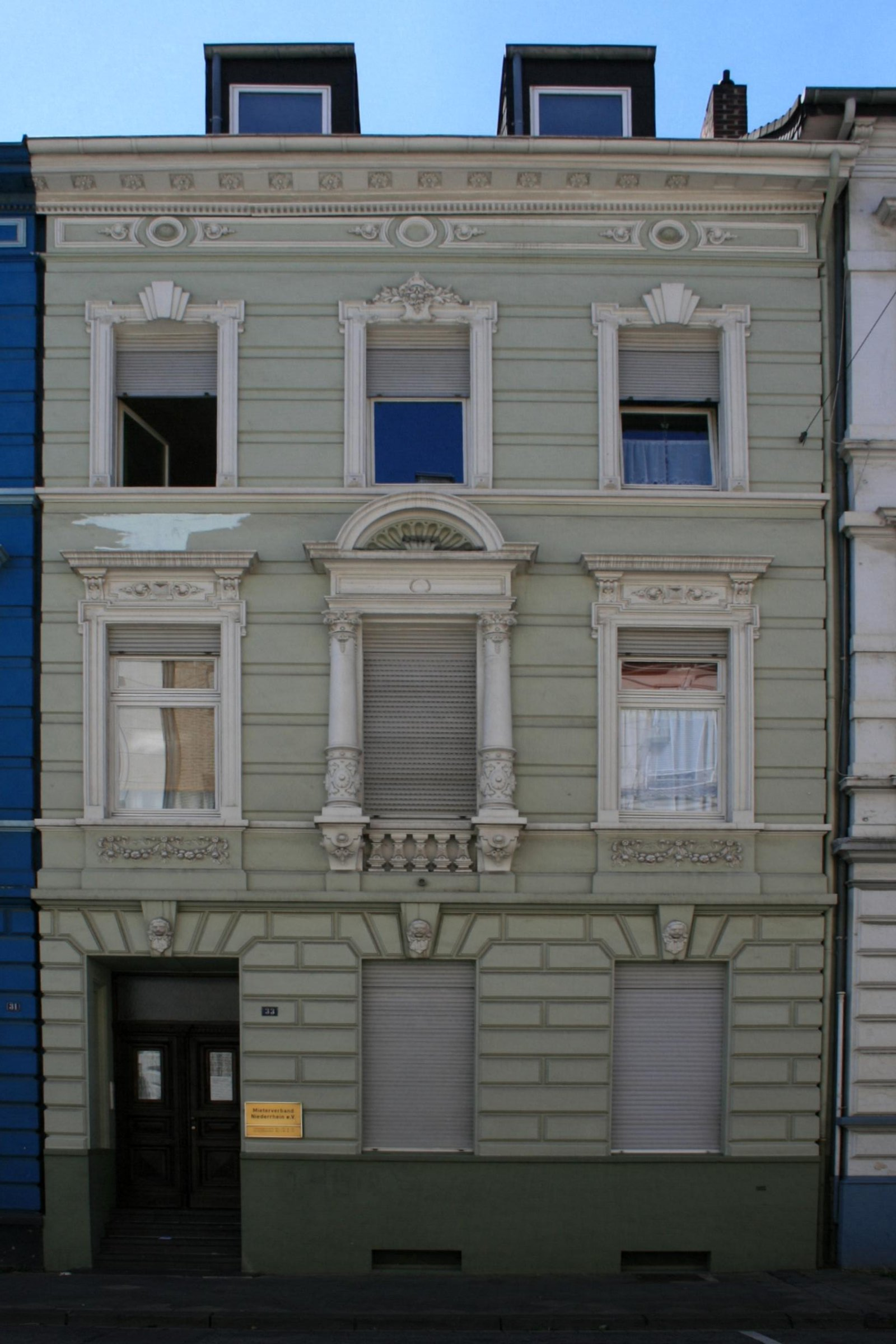
Wohnhaus (2010)

Das Wohn- und Geschäftshaus Humboldtstraße 33 steht in Mönchengladbach (Nordrhein-Westfalen).
Das Gebäude wurde 1881 erbaut. Es wurde unter Nr. H 037  am 2. Juni 1987 in die Denkmalliste der Stadt Mönchengladbach eingetragen.

## Architektur
Bei dem Objekt handelt es sich um ein traufständiges Haus mit 3:3 Achsen aus dem Jahre 1881. Es ist waagerecht gegliedert durch Geschoss- und Sohlbankgesimse. Über einen Zahnfries setzt das Dach an. Es ist ein ziegelgedecktes Satteldach. Als typisches Wohnhaus im Neorenaissance-Stil innerhalb erhaltener Umgebung schützenswert.